# Lieve Blancquaert

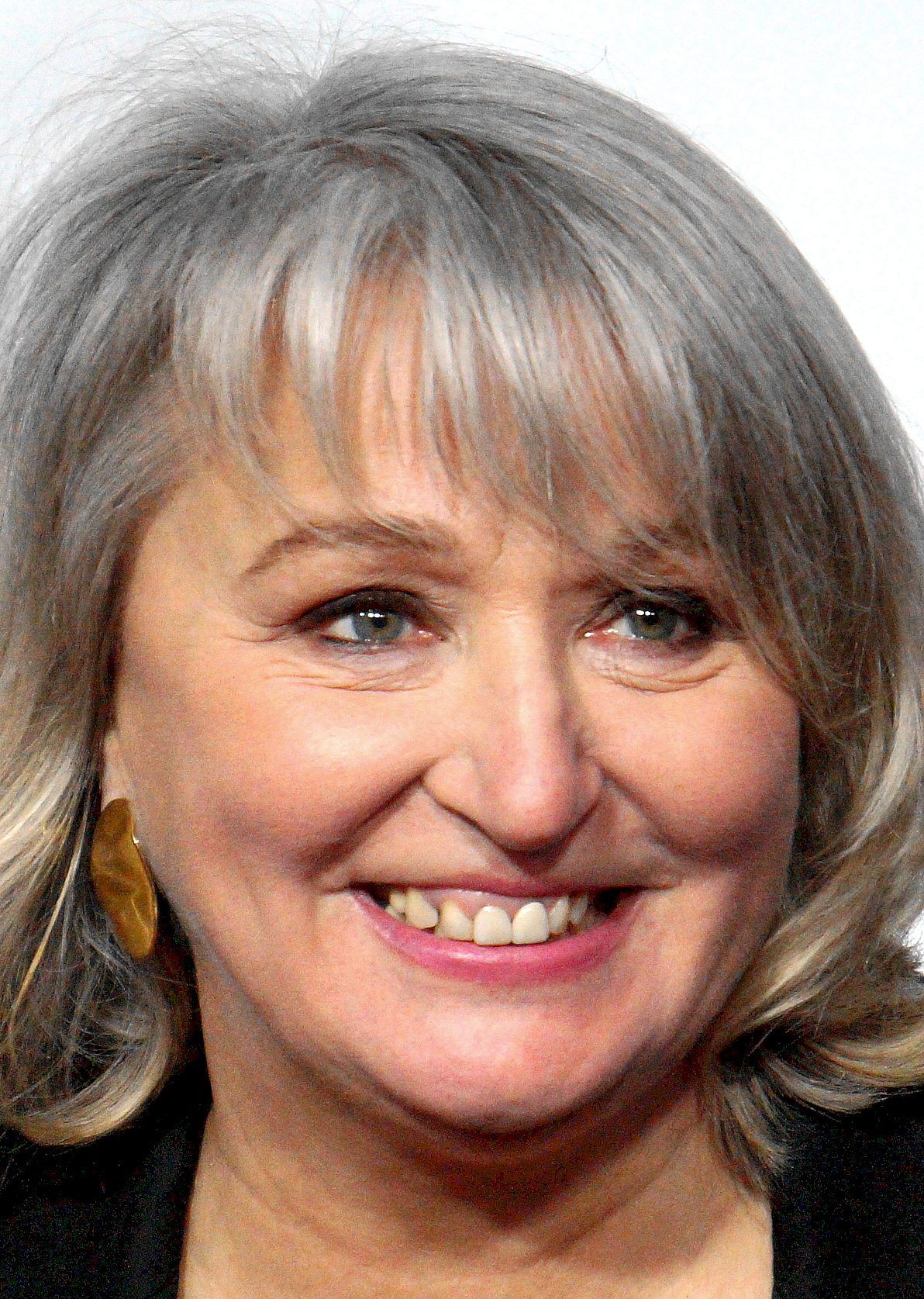
Lieve Blancquaert (2024)

Lieve Blancquaert (Sint-Amandsberg, 21 september 1963) is een Belgisch fotografe.

## Biografie
Lieve Blancquaert groeide op in de gemeente Wetteren. Na haar middelbareschooltijd ging ze aan de Koninklijke Academie voor Schone Kunsten te Gent kunst studeren. De richting kunst hield zowel film als fotografie in. Zoals ze zelf zegt, was fotografie al van kleins af haar passie en keek ze op naar fotografen als oorlogsfotograaf Tim Page.
Na haar studie is ze in Gent blijven wonen. Ze woont er samen met haar partner Nic Balthazar. Ze hebben een dochter en een zoon.

## Carrière
Sinds 1985 werkt Blancquaert als freelancefotografe voor verschillende tijdschriften en kranten. Ze begon bij De Morgen en werkt intussen voor de Volkskrant, Elsevier, De Standaard Magazine, Knack en ook Weekend Knack.
Ze heeft ook fotoboeken samen met journalisten in elkaar gezet:
- Met journaliste Annemie Struyf, die tevens haar boezemvriendin is
  - A La Limite, verhalen en foto's over liefde en dood;
  - Insjallah, mevrouw, met als thema Afghaanse vrouwen en kinderen;
  - Ontmoetingen (z)onder de boerka;
  - Mijn status is positief, dat over de aidsproblematiek in Afrika handelt.
- Met journaliste Betty Mellaerts creëerde zij het fotoboek Vrouw.

Ze stelde het boek Straftijd samen met een bijbehorende reportage. Straftijd is een indringend boek waarin 22 mensen – van gedetineerde en cipier tot verpleegkundige en directeur – een stukje van hun leven en wereld delen met mensen van buiten de gevangenis.
Voor dichter Erwin Mortier maakte Blancquaert foto's voor zijn dichtbundel Uit één vinger valt men niet. Het zijn foto's van doodgewone voorwerpen die uitgelokt zijn door de gedichten. Soms neemt ze ook deel aan campagnes, bijvoorbeeld de campagne van Oxfam, waar ze bekende Belgen in speciale omstandigheden op foto heeft gezet om de kijkers ertoe te bewegen zich meer in te zetten voor het goede doel. Nadat ze in DR Congo in aanraking kwam met het werk van de Belgische ngo Memisa, besliste ze om meter te worden van deze organisatie. 
Voor televisie werkte ze mee aan "Meisjes van Veertig" in De laatste show, Zomer 2005 en Zomer 2006, de zomershows van Jan Leyers, de eerste reeks van De film van mijn leven en Voorbij de grens.
In 2010 verzorgde ze met een cameraploeg Made in Belgium, een reeks over Belgen die de Belgische keuken tegenwoordig exporteren: ze ontmoet erin Belgen met een (al of niet voltijdse) culinaire loopbaan in het buitenland, praat met hen over hun vakbekwaamheid en gedrevenheid en aan het eind van het programma fotografeert ze hen in die professionele en privéomgeving. 
In 2013 kwam het programma Birth Day op de buis: een foto- en filmreportage die een wereldwijd overzicht probeert te geven van de omstandigheden waarin kinderen geboren worden met eraan gekoppeld de vaststelling dat alleen de geboorteplaats al zorgt voor (soms enorme) verschillen in kansen op scholing, beroep en algemeen welzijn. 
In 2015 kwam er een vervolg in de vorm van Wedding day, die gaat over huwelijksfeesten in diverse delen van de wereld. 
In 2016 won de reeks de eerste prijs op het Hamburgse WorldMediaFestival in de categorie Documentaries: Society and Social Issues. Later dat jaar kreeg ze op de uitreiking van de prijzen van dat festival ook de eerste prijs, de Grand Award, voor beste documentaire. De prijs kreeg ze voor de aflevering in India. Ze werd dat jaar ook genomineerd in de categorie 'International Current Affairs Documentary' van de AIB Media Excellence Awards.
In het najaar van 2018 liep op Eén Last Days, een programma dat belicht hoe verschillende culturen omgaan met ouder worden, overlijden en de uitvaart. 
Na de zomer van 2019 liep het programma Circle of Life op Eén, waarin ze terugblikt op haar voorgaande series (Birth Day, Wedding day, Last Days).
In het najaar van 2021 is Blancquaert Eén te zien met Let's talk about sex, waarin ze zoekt naar hoe verschillende culturen met seksualiteit omgaan.
Eveneens op Eén liepen reeksen waarin ze mensen in een studio fotografeert en daarbij met hen in gesprek gaat: Knuffels na corona (coronapandemie, 2020), A day to remember (kanker, 2020) en En toen was het stil (herdenking aanslagen 2016, 2021)
In 2023 won ze de Prix Europa voor de VRT Canvas-documentaire Mirakel n° 71, een documentaire in samenwerking met Nathalie Basteyns over de roadtrip naar Lourdes, waar Basteyns op een mirakel hoopt. Datzelfde jaar begon op VRT 1 de documentairereeks Het Laatste Portret, waarin Blanquaert mensen opzoekt van wie het leven ten einde loopt.

## Stijl
Journalistieke fotografie is haar passie, maar ze is ook reclamefotografe. Lieve Blancquaert heeft toch vooral naam verworven door haar portretfoto's, waarbij ze de technische schoonheid van een portret met de uitstraling van de gefotografeerde wil doen samenvallen.
Met haar televisiedocumentaires “Birth Day”, “Wedding Day” en “Last Days” als drieluik toont zij alledaagse gebeurtenissen die tot de sociale fotografie gerekend kunnen worden.

## Voornaamste werken
- Vrouw, Betty Mellaerts en Lieve Blancquaert; uitgeverij lannoo 2003
- Twee borsten, Lieve Blancquaert
- Mijn status is positief, Annemie Struyf en Lieve Blancquaert; 2006
- Insjallah, mevrouw, Annemie Struyf, Lieve Blancquaert; 2004
- À la limite, Annemie Struyf, Lieve Blancquaert; 2006
- Uit één vinger valt men niet, Erwin Mortier, Lieve Blancquaert; 2005
- Straftijd, Lieve Blancquaert; 2006
- Voorbij de Grens, Lieve Blancquaert; 2008
- Birth Day, Lieve Blancquaert; 2013
- Wedding Day, Lieve Blancquaert; 2015
- Last Days, Lieve Blancquaert; 2018

## Tentoonstellingen
De tentoonstelling opgezet in 2003 in de Sint-Pietersabdij te Gent rond de foto's uit het boek Vrouw reisde drie jaar rond in België en Nederland. Haar foto's uit Inshallah werden tentoongesteld in 2004 in het Fotomuseum van Antwerpen. Voor Plan International maakte ze de internationale tentoonstelling 1 op 3 kinderen bestaat niet. Van 5 februari tot en met 6 mei, pakt ze uit in Gent met een tentoonstelling over hoe ze de voorbije 25 jaar met haar camera in de hand, de wereldbol verkende. Haar reportages van Birth Day, Wedding Day en Last Days werden tentoongesteld in Historische Huizen te Gent onder de naam Circle of life, van 20 september 2019 tot en met 12 januari 2020.